# Annuit cœptis
Annuit cœptis est une devise qui apparait sur le revers du grand sceau des États-Unis. Elle vient du latin « annuo » (approuver) et « cœpio » (commencer, entreprendre) et signifie « Il/Elle approuve cette entreprise ».

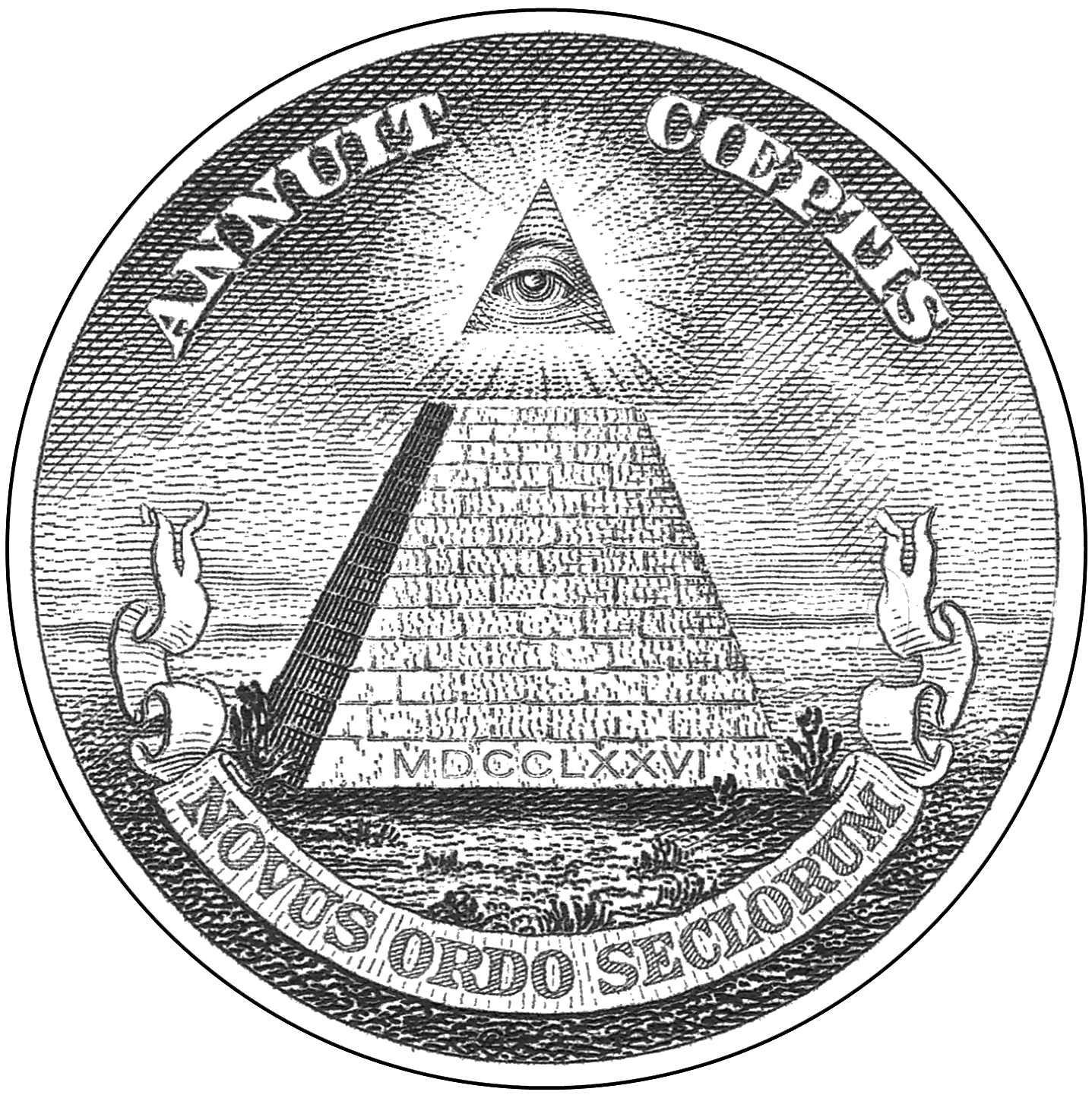
Contre-sceau des États-Unis, sur un billet de banque.

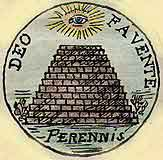
Dessin de William Barton.

Lors de l'élaboration du sceau, l'héraldiste William Barton (en) proposa une pyramide tronquée à treize étages surmontée d'un œil et de la devise « Deo favente » (« Avec la faveur de Dieu »), une allusion à l'Œil de la Providence. Cette devise a été ensuite changée pour Annuit cœptis : selon Robert Hieronimus il s'agissait de faire en sorte qu'elle comporte 13 lettres, comme les 13 étages de la pyramide ou les 13 lettres d'« E pluribus unum », une allusion aux Treize colonies.